# 西庄古建筑群
西庄古建筑群，位于山西省吕梁市交口县双池镇西庄村，已列为山西省文物保护单位。

## 保护
2021年8月4日，西庄古建筑群由山西省人民政府公布为第六批山西省文物保护单位，编号6-128。